# Piercing genitale
Il piercing genitale è una forma di modificazione corporale che consiste nella perforazione di una o più parti degli organi genitali per consentire l'inserimento in essi di oggetti in metallo, osso, pietra o altro, quale ornamento o pratica rituale. Oggi questo termine indica in generale l'applicazione di piercing anche in zone che non coinvolgono direttamente gli organi genitali, come il piercing anale, quello perineale e quello pubico. Il piercing genitale si effettua su individui di entrambi i sessi per motivi sia di abbellimento che di individualizzazione, ma anche per aumentare il piacere sessuale dovuto all'incremento della stimolazione.
 La pratica del piercing genitale può essere oggi riscontrata in diverse società tribali dell'Asia sud-orientale, dove è parte di un insieme di pratiche tradizionali risalenti a tempi molto antichi, basti pensare che le prime testimonianze di tali modifiche corporali sono rintracciabili già nel Kāma Sūtra, un testo indiano risalente a quasi 1500 anni fa. La comparsa del piercing genitale nel mondo occidentale può invece essere fatta risalire agli anni settanta del ventesimo secolo nella California meridionale, ma è solo con l'inizio del ventunesimo secolo che esso ha guadagnato una certa popolarità nella società moderna, uscendo da quel contesto di subcultura alternativa in cui era rimasto confinato fino ad allora.

## Storia
Sebbene la perforazione dei genitali fosse già in uso presso la cultura centroamericana olmeca (1500 a.C. circa), il luogo di origine della pratica del piercing genitale è tradizionalmente ritenuto essere il sud-est asiatico, dove il suo utilizzo trova riscontro in tribù sparse per tutta l'area tra l'India e il Borneo. Il piercing genitale ha qui una lunga tradizione, con fonti risalenti ai primi secoli dopo Cristo come il già nominato Kāma Sūtra che citano l'apadravya, un tipo di piercing genitale maschile.
L'utilizzo del palang, un tipo di piercing noto in occidente come ampallang e simile all'apadravya ma che attraversa il glande orizzontalmente e non verticalmente, è invece praticato in diverse tribù del Borneo, dal Sarawak al Sabah. I Daiachi sono soliti perforare il glande sia verticalmente che orizzontalmente inserendo delle barrette d'oro. Alcuni uomini indossano anche fino a 10 piercing nel loro pene, il che lo appesantisce impedendo l'erezione e il pene rimane così verso il basso anche quando rigido.
La conoscenza del piercing genitale da parte del mondo occidentale è dovuta proprio ai primi resoconti etnografici di questi luoghi, risalenti al diciannovesimo secolo. L'esploratore olandese Anton Willem Nieuwenhuis, nel suo libro intitolato In Centraal Borneo: reis van Pontianak naar Samarinda e riguardante il suo viaggio nel Borneo del 1897, descriveva così la procedura di applicazione di un ampallang:
(Anton Willem Nieuwenhuis)
Per quanto riguarda invece i piercing genitali femminili, si sa che le donne dell'isola di Truk, oggi Stato di Chuuk, erano solite perforarsi le grandi labbra per inserirvi oggetti che tintinnavano al loro cammino.
Così come i maschi Daiachi perforano il glande del pene, anche le donne Daiachi sono solite perforare le grandi e le piccole labbra, con delle spine o delle ossa di animale, inserendovi poi dei larghi anelli dello spessore di una matita. Anche il clitoride viene perforato verticalmente assieme al cappuccio del clitoride, inserendo nel foro un piccolo anello d'oro. Talvolta l'anello viene sostituito con un gioiello a forma di fuso, molto doloroso da inserire, che non viene più tolto ed è oggetto di grande orgoglio per le donne Daiachi.
In occidente, la perforazione dei genitali divenne una moda di piccola durata alla fine del diciannovesimo secolo, in particolare per le classi elevate della società:
(Brenda G. Larkin)
La popolarità del piercing genitale scemò tuttavia abbastanza in fretta e tale pratica di modificazione corporale rimase piuttosto rara fino alla seconda metà del ventesimo secolo. Negli anni settanta, infatti, i vari tipi di piercing genitale tornarono alla ribalta nella emergente comunità californiana delle modifiche corporali grazie a pionieri dell'arte del body piercing come Jim Ward e Doug Malloy, molti dei quali associati con il leggendario studio di Los Angeles chiamato The Gauntlet. Nel 1977, poi, con la fondazione della rivista di settore chiamata Piercing Fans International Quarterly ad opera dello stesso Ward, le informazioni sul piercing genitale furono a disposizione di un sempre maggior numero di persone. Durante gli anni ottanta, i piercing genitali furono così sfoggiati da molti degli appartenenti alla comunità dei primitivi moderni che si sviluppò nella San Francisco Bay Area. Di fatto però, quella del piercing genitale rimase una pratica confinata alla subcultura delle modifiche corporali almeno fino all'inizio del ventunesimo secolo. 
Così come il piercing del capezzolo, il piercing genitale è divenuto sempre più popolare fino a divenire parte della cultura di massa nel secondo decennio del XXI secolo. Statisticamente, le persone che oggi, negli Stati Uniti d'America, indossano un piercing genitale sono giovani di etnia caucasica con un tasso di educazione superiore alla media americana, ed il suo utilizzo è in decisa crescita, specialmente tra i giovani adulti e universitari.
Oggi molti personaggi del mondo dello spettacolo sia maschili che femminili hanno dichiarato di portare un piercing genitale, tra questi Christina Aguilera, Fantasia Barrino, Pete Doherty, Lady Gaga, Janet Jackson, Lenny Kravitz, Pete Wentz e molti altri.
Riguardo ai piercing genitali femminili, Marilyn W. Edmunds - Professore Clinico Aggiunto di medicina alla Johns Hopkins University - ha affermato che:
(Marilyn W. Edmunds)
Tuttavia, secondo Chelsea Bunz, piercer professionista britannica, l'aumento della popolarità di questo tipo di piercing potrebbe essere dovuto semplicemente al fatto che oramai la gente ne parla apertamente:
(Chelsea Bunz)

## Motivazioni
Così come tutti i piercing in generale, anche quelli genitali sono spesso indossati per motivi estetici e sono intesi come un'espressione del proprio stile personale. In aggiunta a questo, alcuni tipi (ma non tutti) di piercing genitale possono aumentare la sensibilità ed aumentare la stimolazione durante un rapporto sessuale. Stando ad un articolo rilasciato dalla Association of Professional Piercers a firma di Elayne Angel, pioniera dell'arte del body piercing e inventore di diversi tipo di piercing genitale come il fourchette e il lorum, i motivi e le preferenze variano molto a seconda del cliente:

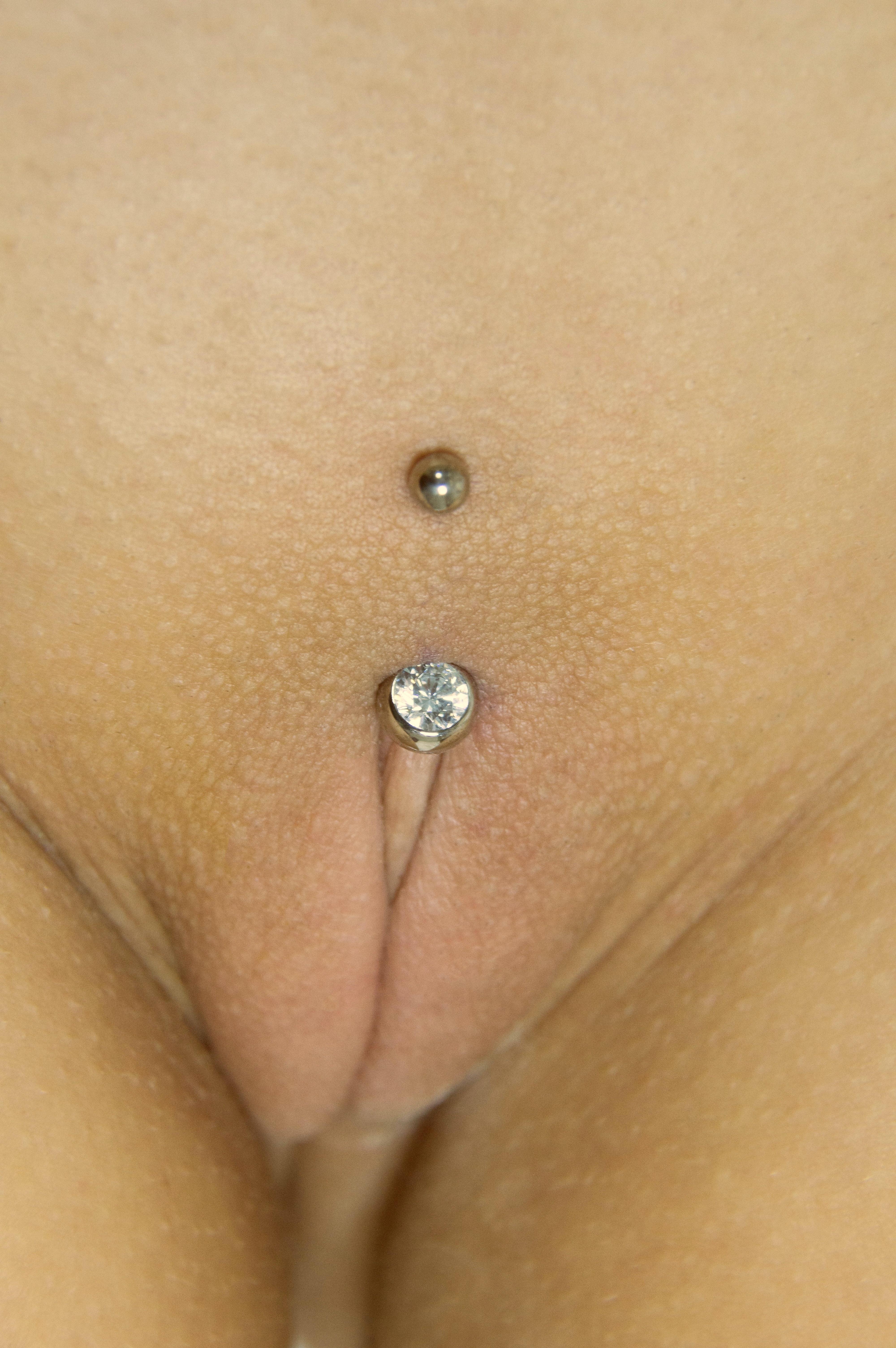
Un piercing genitale di tipo Christina, dato il poco apporto ad una stimolazione supplementare dato da questo tipo di piercing, esso è indossato quasi solamente per motivi estetici.

(Elayne Angel)

### Motivi estetici
Il motivo per cui una persona si sottopone ad un piercing genitale può essere puramente estetico, così come ogni altro tipo di modificazione corporale, anche questo tipo di piercing viene infatti ritenuto decorativo ed attraente da chi lo indossa:
(Violet Fenn)

### Cultura e stile di vita
In molte culture primitive, sottoporsi a questi tipi di piercing rappresenta un rito di passaggio durante l'adolescenza e segna, sia simbolicamente che letteralmente, l'ammissione al mondo degli adulti, fungendo anche da simbolo di una identità culturale (i portatori di ampallang rendono pubblica questa loro modificazione recando un piccolo tatuaggio sulla spalla). Così come la circoncisione in ambito religioso, questa pratica può essere vista come una "purificazione della carne" e una modificazione corporale comune ad un gruppo di individui di una stessa fede. Tali primordiali significati sono stati riportati in auge nella società occidentale dalle cosiddette comunità dei primitivi moderni. Ispirata dai resoconti etnografici su queste pratiche tribali, questa sottocultura ha adottato la pratica del piercing genitale dandovi un significato di individualizzazione e spiritualità.
Tuttavia, oggi nella maggior parte delle persone che ricercano questo tipo di piercing prevale un senso di unicità e anticonformismo:

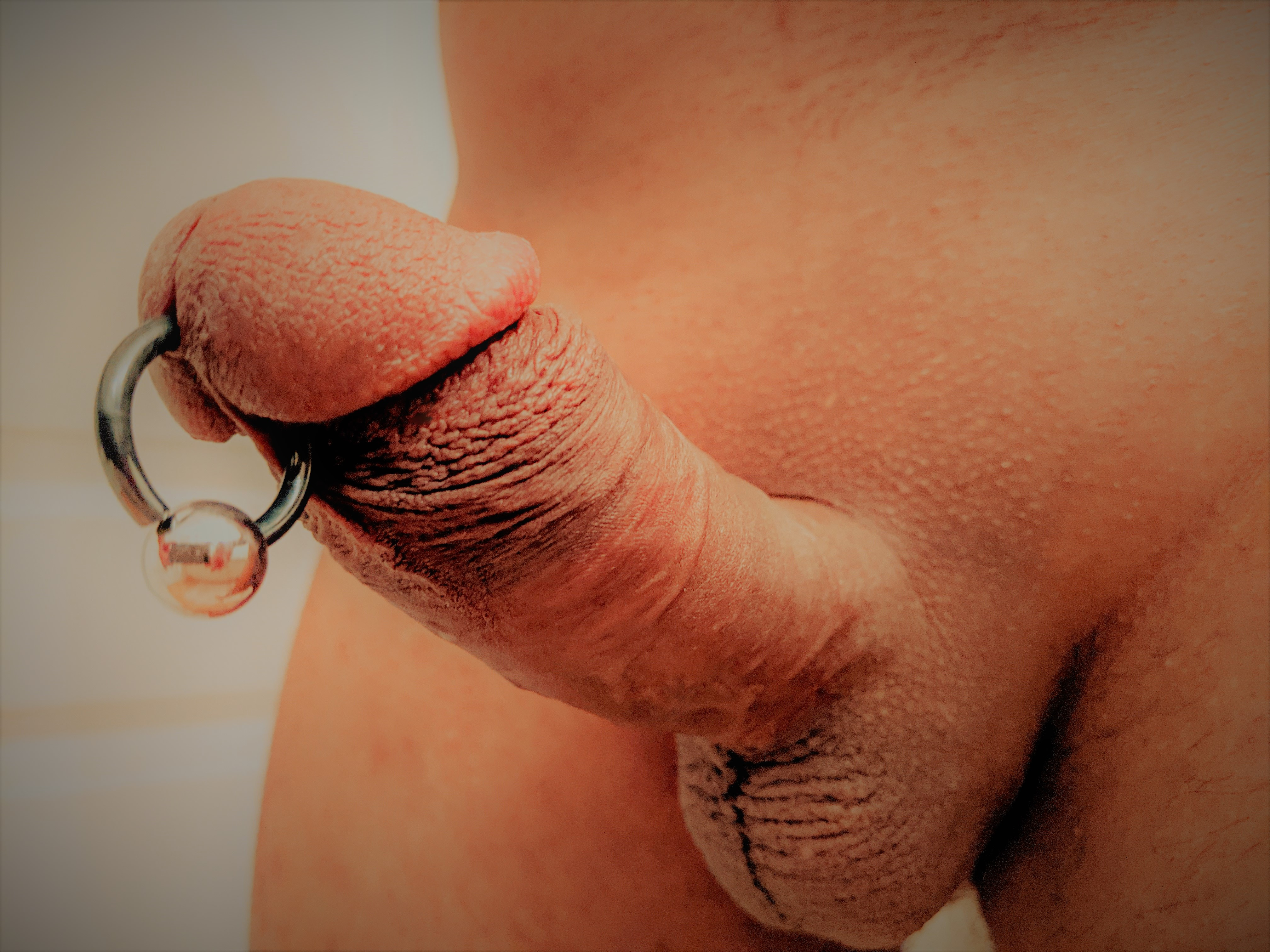
un pene eretto stimolato dal piercing Prince Albert

(Ray Gallagher)

### Piacere e sensazioni
In aggiunta a quanto detto, i piercing genitali possono intensificare il piacere sessuale durante la masturbazione, i preliminari e il rapporto sessuale vero e proprio. Mentre i piercing femminili hanno questo effetto solo sulla persona che li indossa, quelli maschili possono aumentare la stimolazione sia per chi li indossa che per il loro partner, stimolando sia il glande di chi penetra che la parete vaginale o anale di chi viene penetrato. A causa della fisiologia genitale, sembra che in entrambi i casi le donne accrescano di più il loro piacere rispetto agli uomini:
(Elayne Angel)

#### Aumento di stimolazione per il partner
L'effetto di aumentare la stimolazione sessuale nel partner è stato riscontrato in particolare nei piercing che passano attraverso il glande: l'ampallang e l'apadravya. Le donne del popolo Daiachi, nel Sarawak, in Borneo, preferiscono uomini che indossano un ampallang, sostenendo che, in assenza di questo, i preliminari sarebbero tristi e noiosi:
(P. Mantegazza)

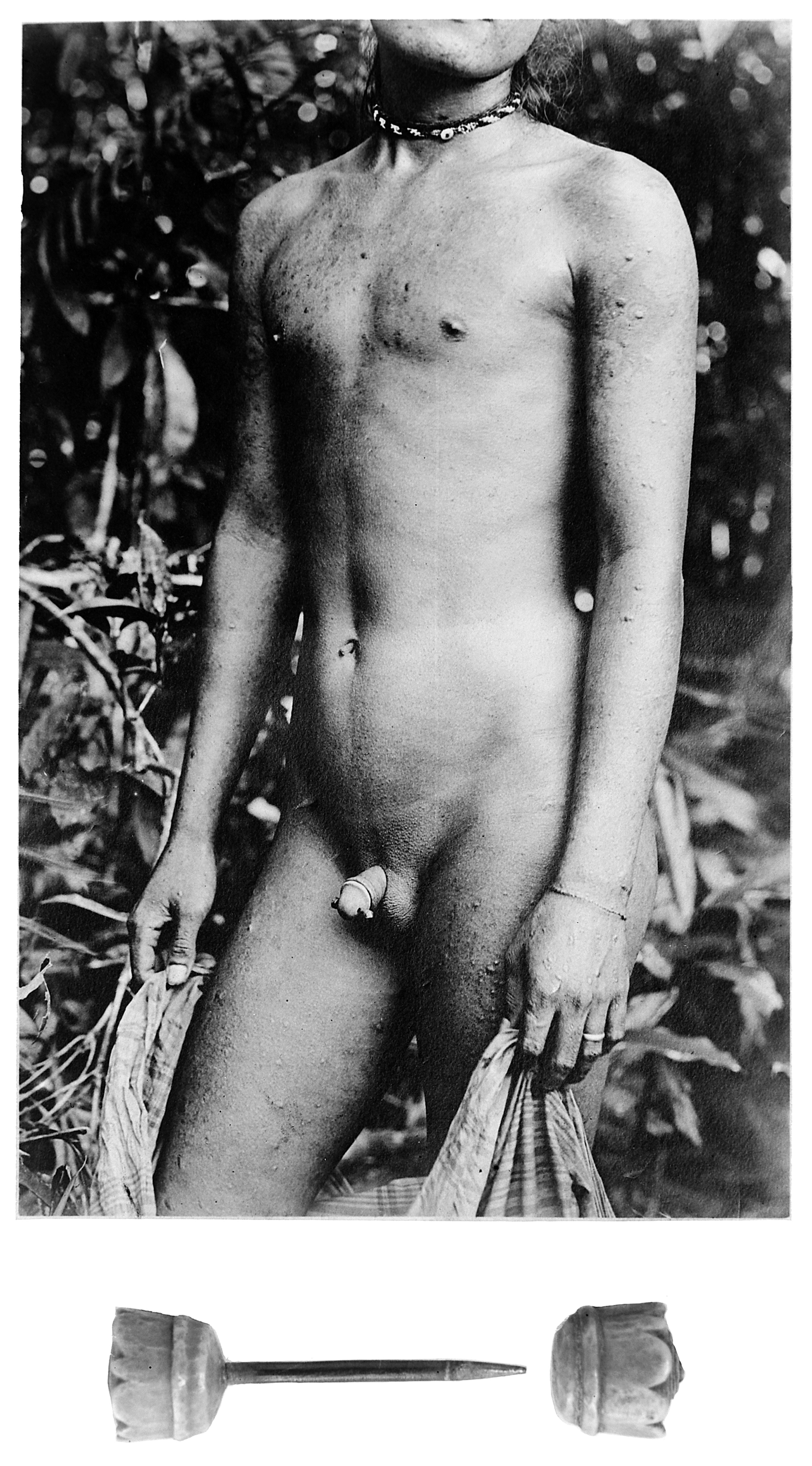
In alto una fotografia storica di un Daiachi che indossa un piercing di tipo ampallang, in basso il tradizionale gioiello indossato.

In uno studio dell'antropologo Tom Harrisson, che ha passato gran parte della sua vita nel Borneo e ha intervistato gli indigeni riguardo al loro tradizionale ampallang, si legge:
(Tom Harrisson)

#### Aumento di stimolazione per il l'indossatore
Negli uomini, i piercing che stimolando l'uretra possono aumentare la stimolazione sessuale sia durante la masturbazione che durante la penetrazione.
I piercing genitali femminili che aumentano maggiormente il piacere sessuale in chi li indossa sono invece tutti quelli che passano attraverso il clitoride o nelle sue immediate vicinanze. In uno studio empirico dell'Università dell'Alabama del Sud, gli autori hanno riscontrato una certa effettiva relazione tra i piercing clitoridei verticali e l'aumento di desiderio, di frequenza dei preliminari e di eccitazione sessuale. Tuttavia, ciò potrebbe dipendere da molti fattori, quali la precisa ubicazione del piercing e, naturalmente, l'anatomia del soggetto. Uno dei più funzionali è risultato essere il piercing a triangolo che provoca una stimolazione della zona inferiore del glande del clitoride, un'area che di solito viene difficilmente coinvolta.

## Considerazioni legali
Le leggi riguardanti i piercing genitali variano da paese a paese. In molti paesi europei, per potersi sottoporre all'applicazione di un piercing di questo tipo, i minorenni devono presentarsi accompagnati dai genitori (o comunque da un tutore) o devono portare con sé un consenso scritto firmato da quest'ultimo. Negli Stati Uniti d'America il piercing genitale non può essere praticato a persone di età inferiore ai diciotto anni, il motivo addotto per tale restrizione è che, in individui così giovani, lo sviluppo fisico non è ancora stato del tutto completato. 

## Potenziali rischi per la salute
Come per tutti agli altri piercing, la mancata adozione di un'adeguata igiene durante il processo di applicazione può portare al rischio di contrarre malattie trasmissibili per via ematica, mentre tale mancanza durante il processo di guarigione può portare all'insorgere di infezioni.
Alcuni medici ritengono che il piercing genitale maschile aumenti il rischio di trasmissione di malattie veneree rendendo meno efficace la protezione offerta dal preservativo. In due diverse indagini, dal 5% al 18% degli uomini con un piercing genitale avevano in effetti riscontrato dei non meglio specificati "problemi ad usare i preservativi", sebbene non fosse chiaro quanti di essi li usassero regolarmente. In definitiva non vi è stata ancora nessuna conclusione certa circa l'aumento del rischio di contrarre malattie veneree se si indossa, o se il partner indossa, un piercing genitale.

## Guarigione
Il tempo necessario ad una completa guarigione dopo l'applicazione di un piercing genitale varia enormemente da individuo a individuo. Dato che tale tempo dipende sia dall'ubicazione del piercing che dalle caratteristiche individuali di chi lo indossa, esso può andare da una settimana fino a sei mesi. Onde evitare l'insorgere di infezioni è consigliabile sottoporre il piercing e la parte in cui risiede ad una attenta pulizia quotidiana. Le persone che si sono sottoposte a tale intervento dovrebbero inoltre astenersi dall'avere rapporti sessuali quantomeno per i primi giorni ed utilizzare protezioni contro le malattie sessualmente trasmissibili fino ad una completa guarigione.

## Tipi di piercing genitali

### Piercing genitali femminili
Anche nel caso dei genitali femminili, vi sono diverse parti in cui è possibile applicare dei piercing; queste includono il monte di Venere, il clitoride (incluso il prepuzio clitorideo), sia le piccole che le grandi labbra e il vestibolo vulvare (ossia l'area che circonda l'apertura vaginale). 

#### Clitoride e prepuzio clitorideo
Benché un piercing si possa applicare anche sul glande del clitoride stesso, spesso questa parte è così piccola che questo tipo di piercing non è molto comune; al contrario, il piercing del prepuzio clitorideo, che può essere applicato sia orizzontalmente che verticalmente, è il tipo più comune di piercing genitale femminile. Una sua versione, chiamata Deep hood, prevede il passaggio dell'ago non davanti ma dietro il clitoride, quindi più in profondità. Il tipo chiamato Isabella passa invece verticalmente attraverso l'asta del clitoride ed è per questo piuttosto difficile da realizzare. 

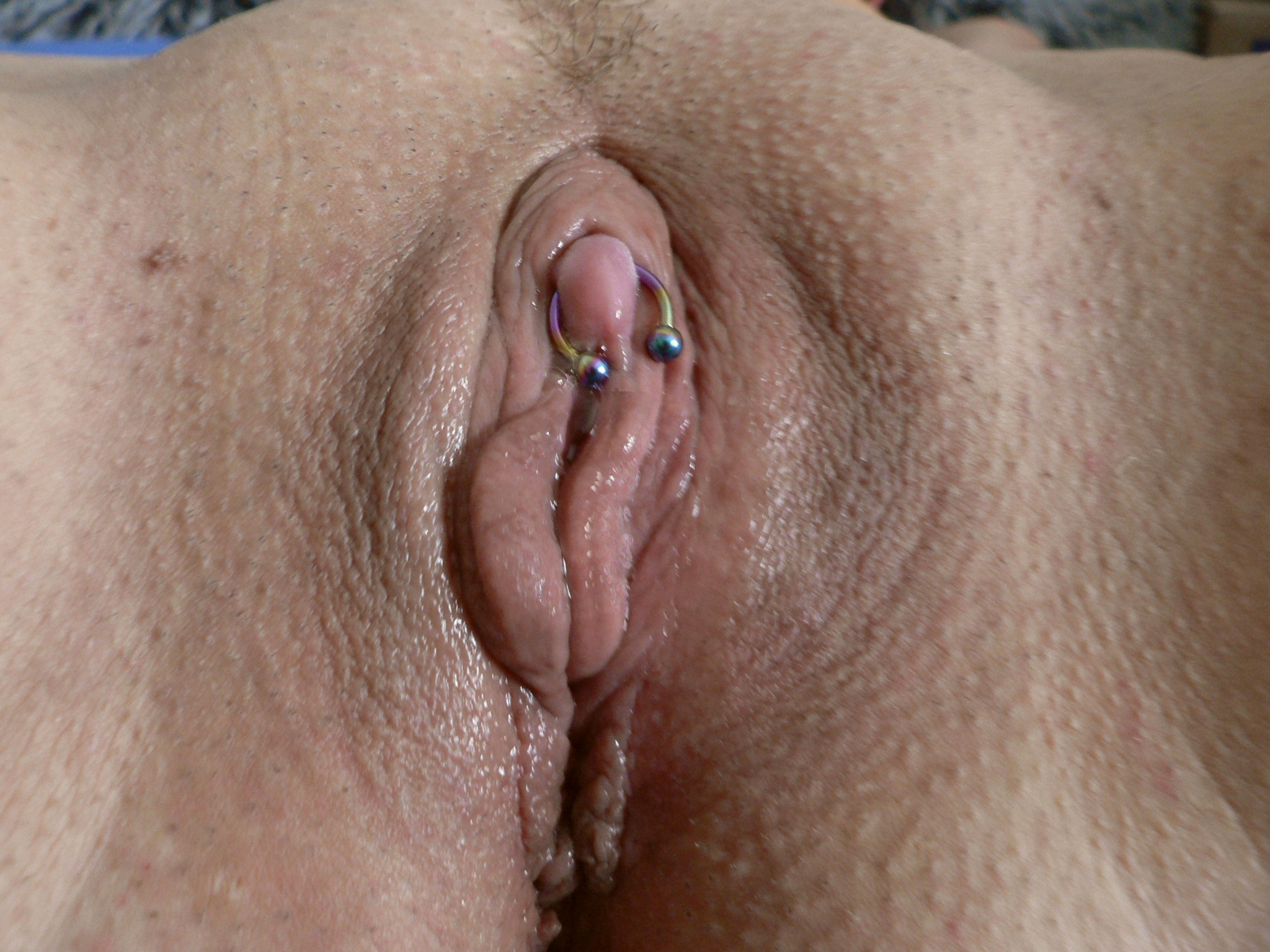
Un piercing del clitoride.
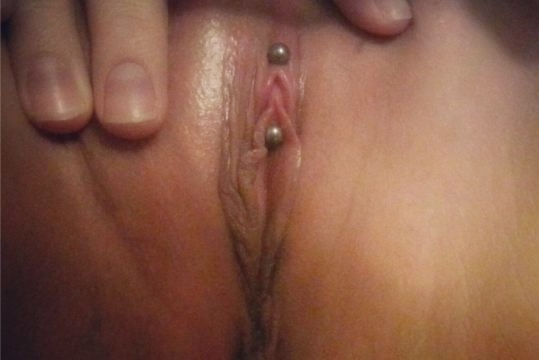
Un piercing di tipo Isabella.
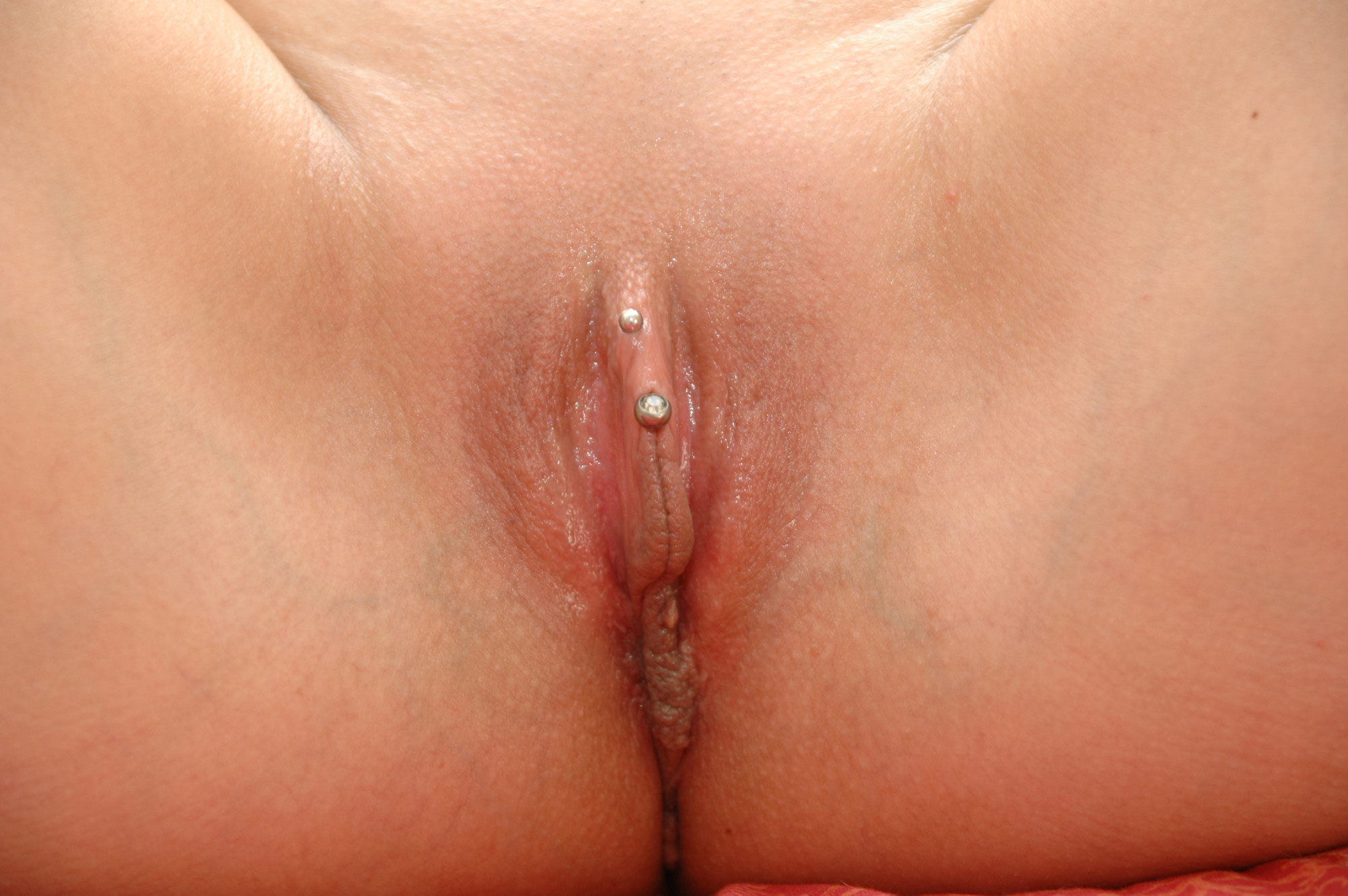
Un piercing del prepuzio clitorideo verticale (VCH).
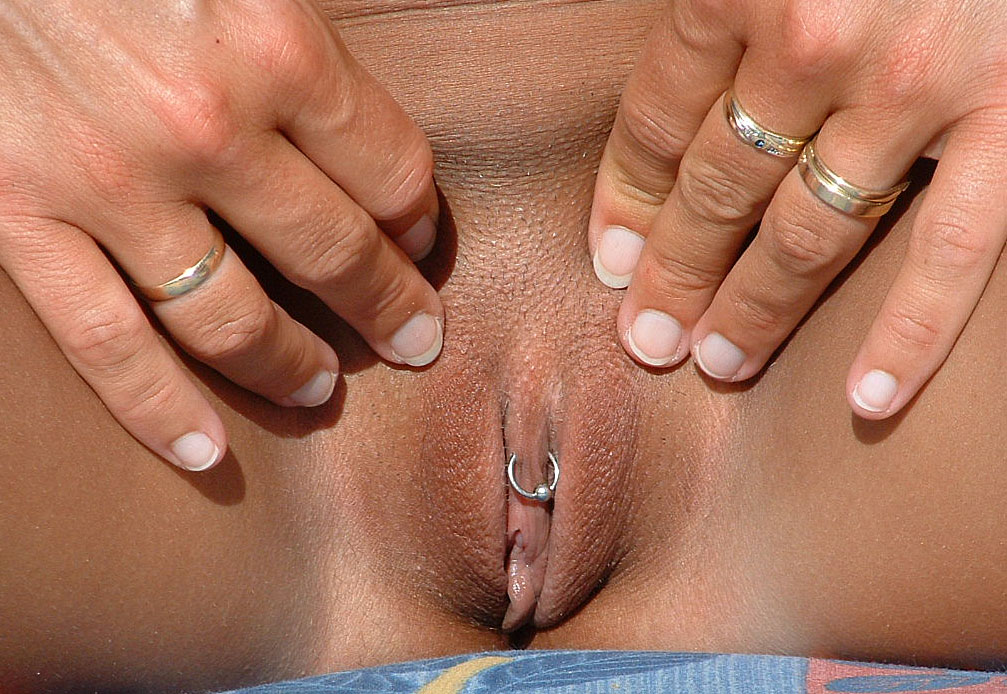
Un piercing del prepuzio clitorideo orizzontale (HCH).
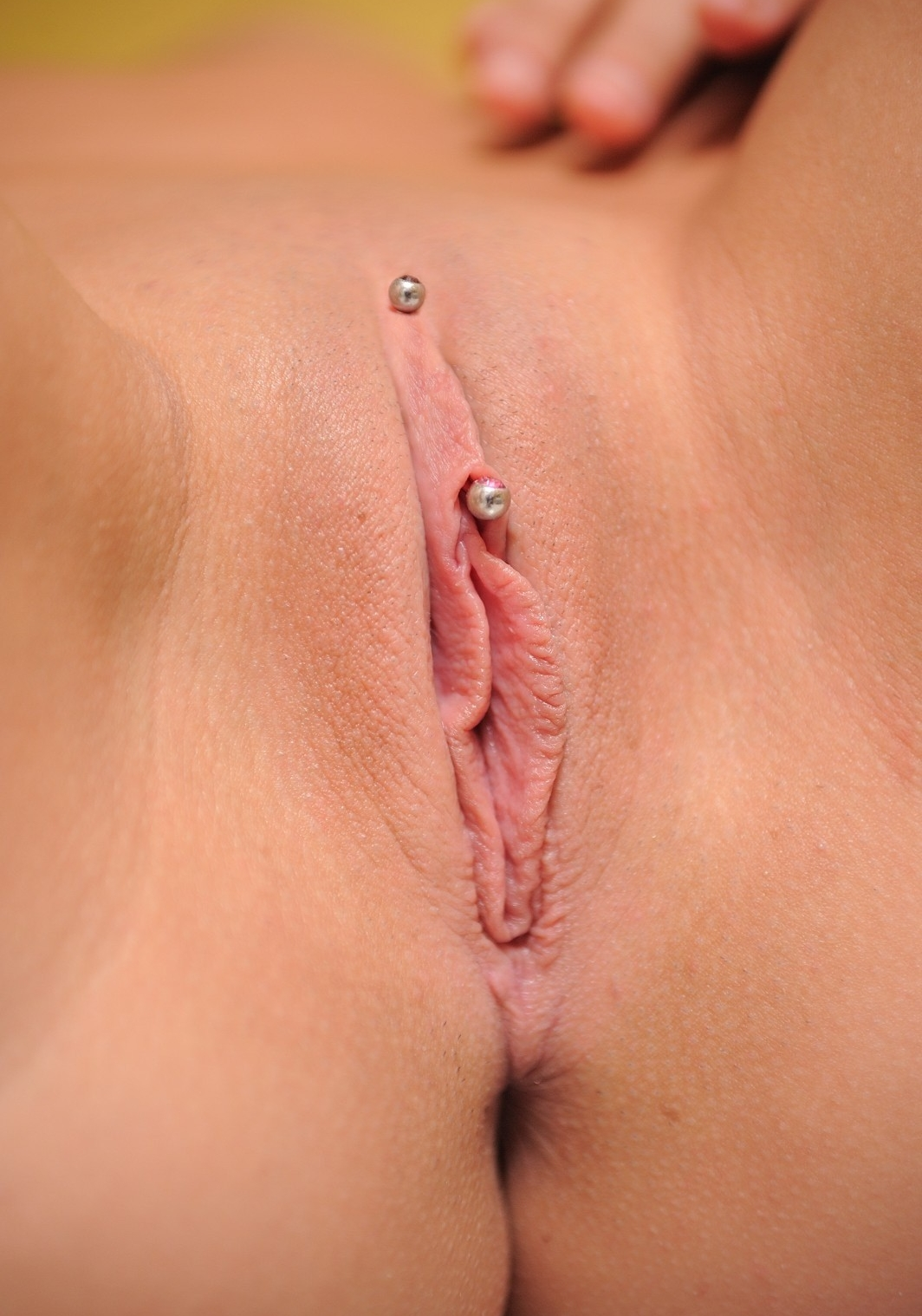
La variante Deep hood del piercing del prepuzio clitorideo.

#### Labbra e vestibolo vulvare
Un piercing genitale labiale può essere applicato sia alle piccole che alle grandi labbra. Il piercing a triangolo si pratica invece all'estremità ventrale delle piccole labbra, nel punto di transizione tra le labbra e il prepuzio clitorideo. Il tipo chiamato fourchette viene applicato alla base della vulva, dove si incontrano le piccole labbra, poco prima del perineo. Una più rara versione di quest'ultimo tipo, chiamata Suitcase può essere considerata un fourchette più profondo in quanto entra nel perineo. Altrettanto poco comune è il tipo chiamato Princess Albertina, la versione femminile del Prince Albert, che passa attraverso la parete dorsale dell'uretra.

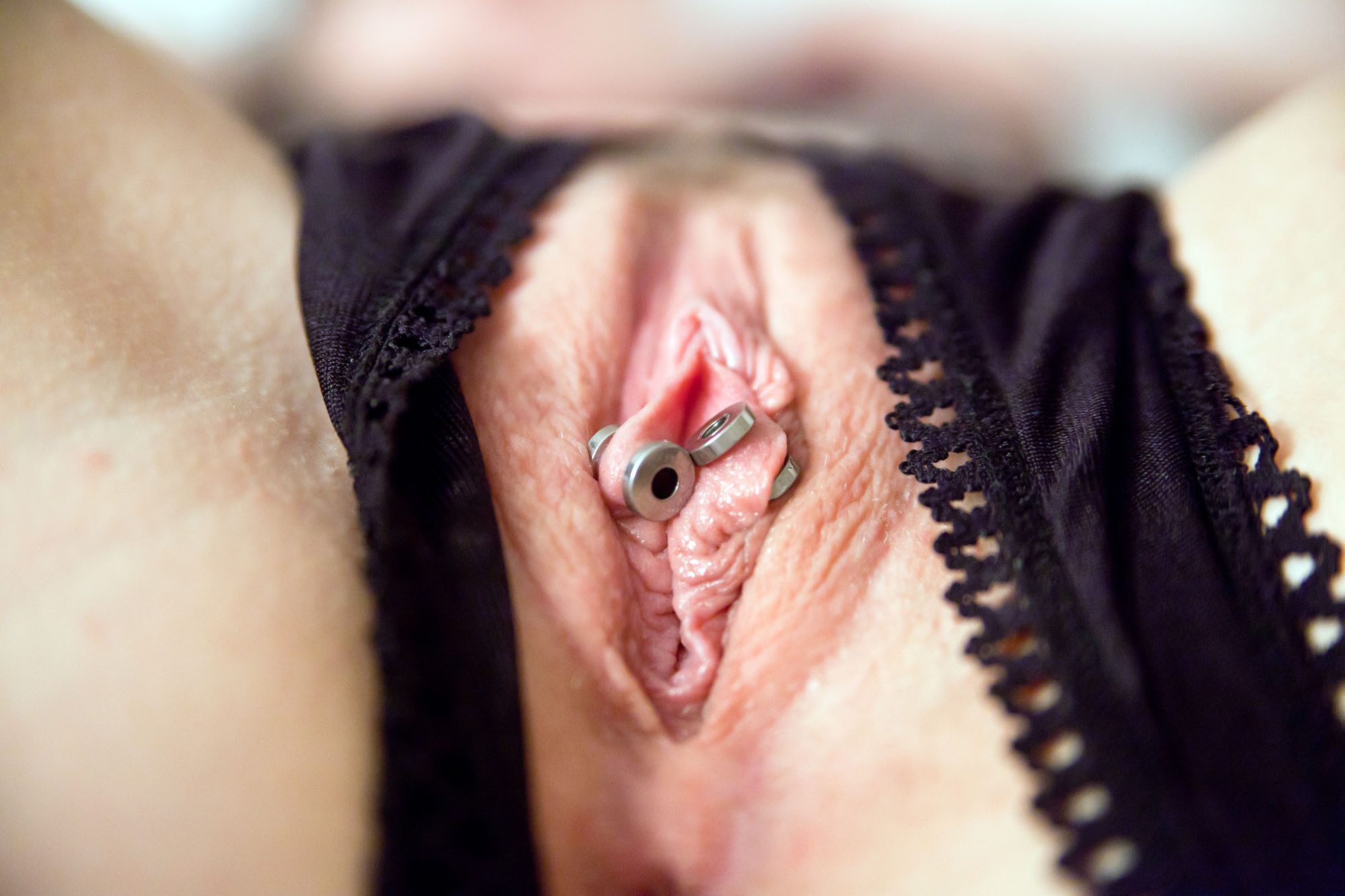
Un piercing labiale interno.
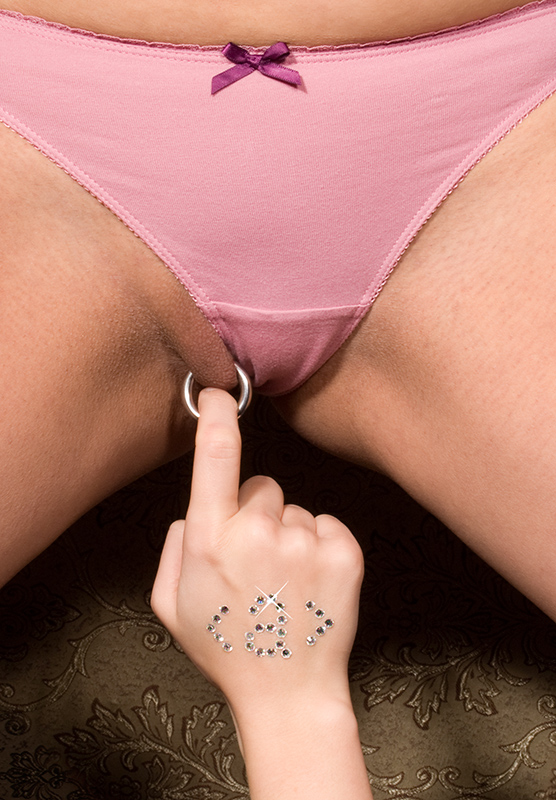
Un piercing labiale esterno.
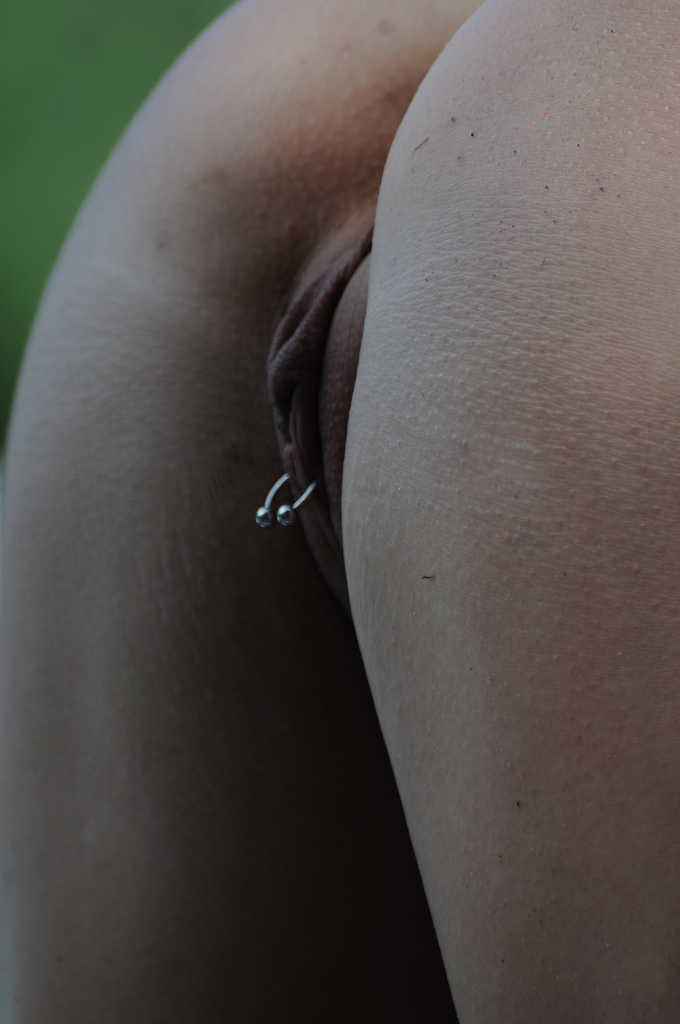
Un piercing a triangolo.
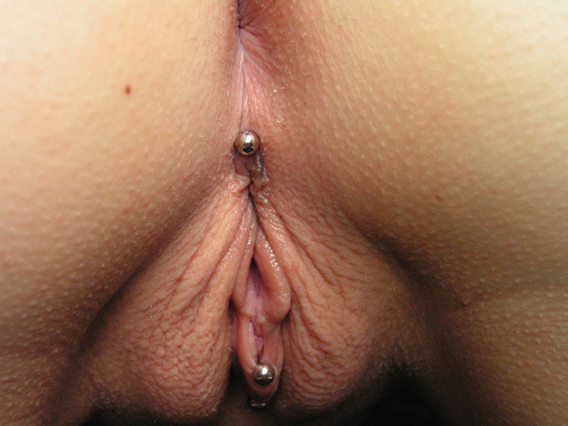
Un piercing di tipo fourchette.
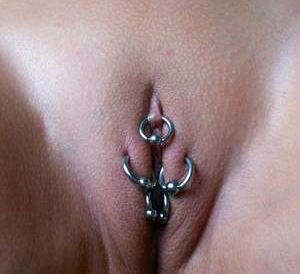
Due piercing sulle grandi labbra e uno sul prepuzio del clitoride.

#### Monte di Venere
Il piercing di tipo Christina è situato nella parte inferiore del monte di Venere, dove si incontrano le grandi labbra. Simile a questo è il Nefertiti, che può essere visto come una combinazione di un Christina e di un piercing verticale del prepuzio clitorideo. 

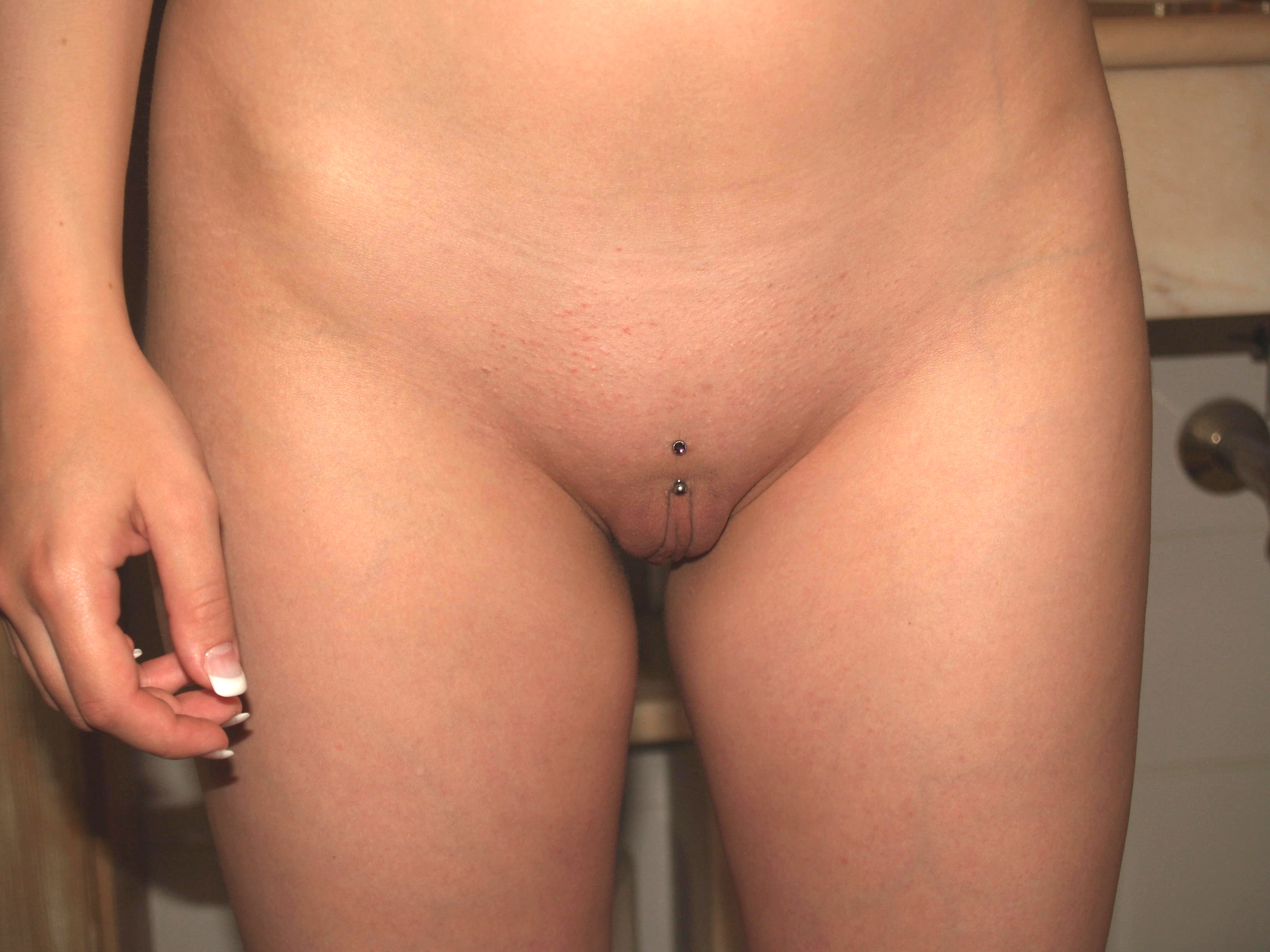
Un piercing di tipo Christina.
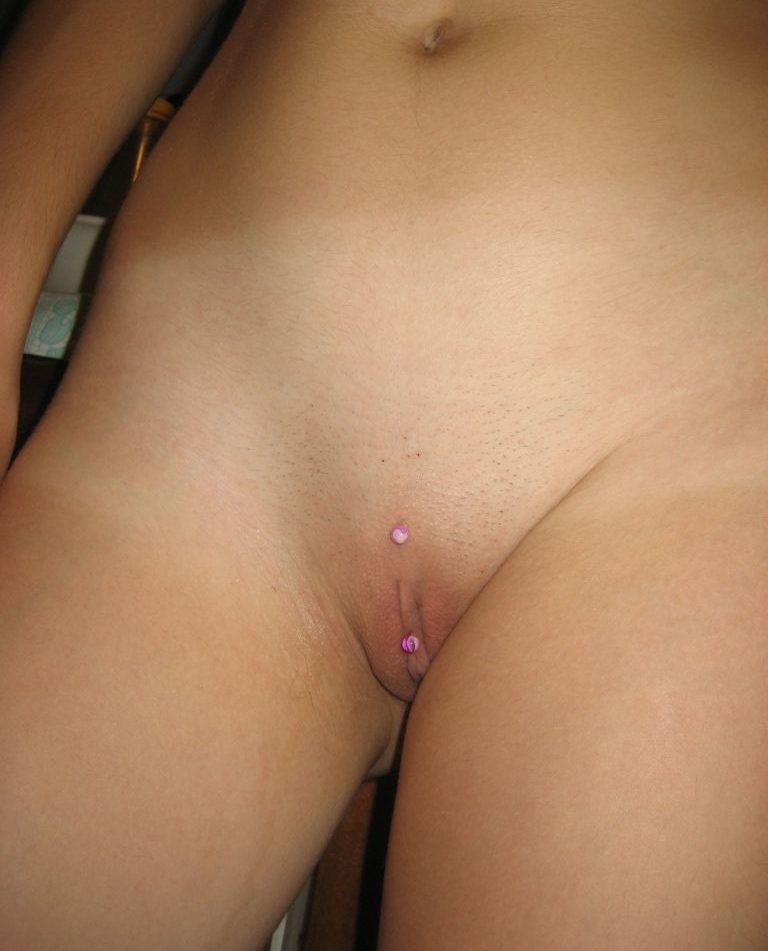
Un piercing di tipo Nefertiti.

### Piercing genitali maschili
Le parti dei genitali maschili in cui è possibile applicare un piercing includono il glande, la pelle dell'asta del pene, lo scroto e il perineo.

#### Glande del pene
I tipi di piercing che passano attraverso il glande del pene includono l'ampallang, che attraversa il glande orizzontalmente, e l'apadravya, che lo attraversa verticalmente. Il tipo Prince Albert è situato sulla parte dorsale del glande mentre il Prince Albert inverso su quella ventrale. Il dydoe, infine, passa attraverso la corona. Tranne quest'ultimo, gli altri tipi menzionati passano di solito tutti quanti attraverso l'uretra, ciò è una cosa voluta poiché, durante il periodo di guarigione, la probabilità di contrarre un'infezione è ridotta dal continuo flusso di urina sterile.
Come precedentemente detto, tutti questi tipi di piercing aumentano la stimolazione a chi li indossa durante i preliminari e ad entrambi i partner durante il rapporto sessuale. I piercing attraverso il glande sono inoltre quelli storicamente meglio documentati.

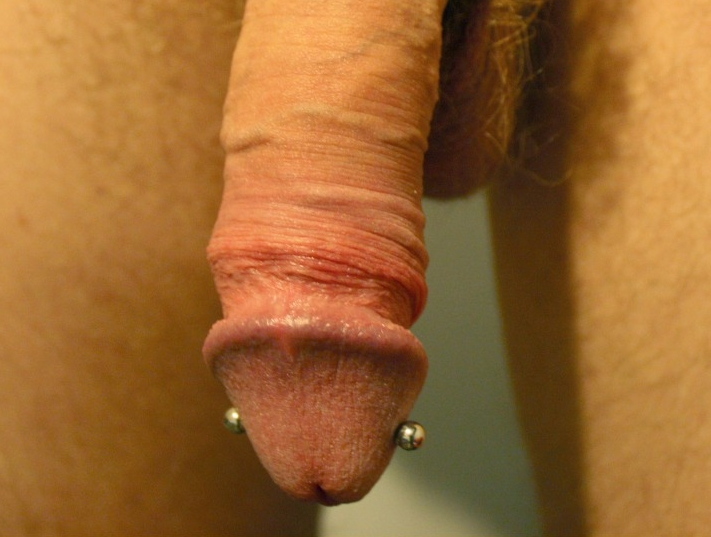
Un ampallang.
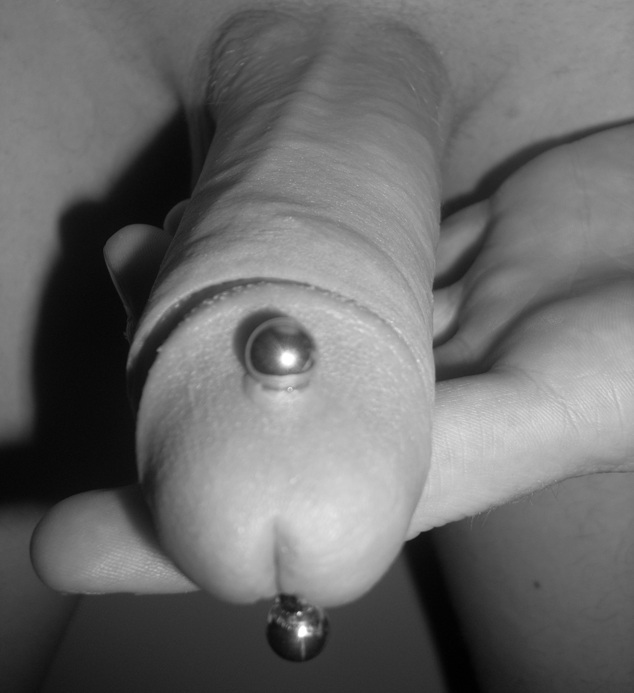
Un apadravya.
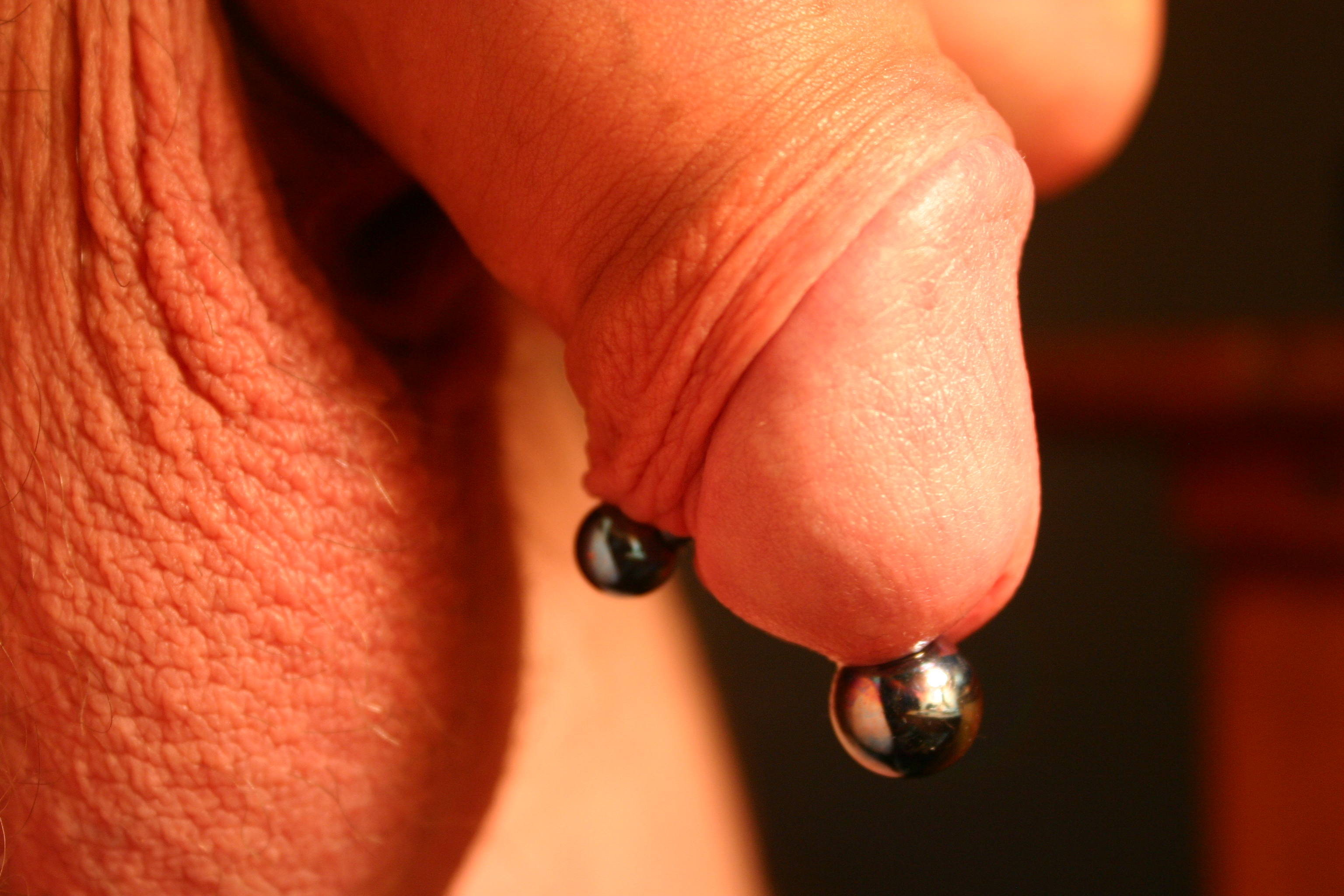
Un Prince Albert.
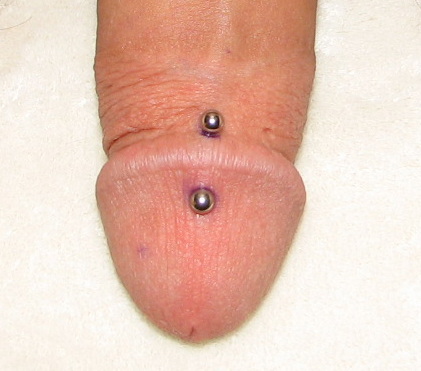
Un dydoe.
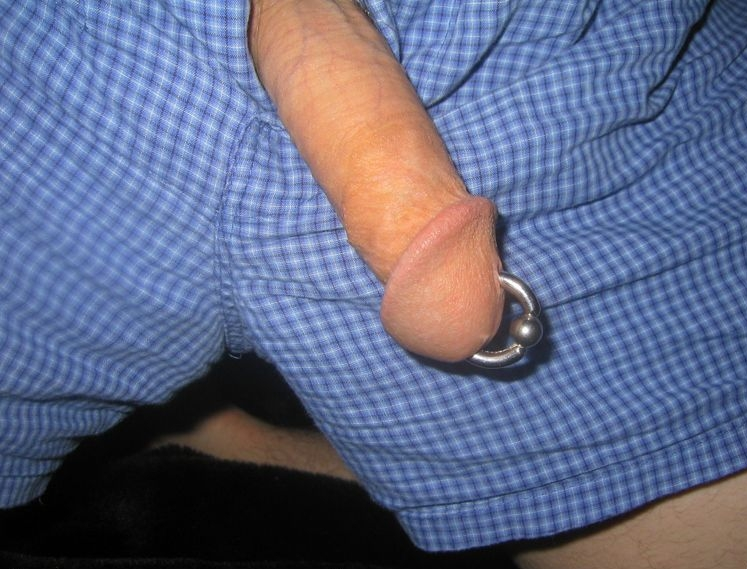
Un Prince Albert inverso.

#### Pelle dell'asta del pene e scroto
I piercing del prepuzio possono passare attraverso la pelle del prepuzio sul lato dorsale, ventrale o laterale del pene e possono essere applicati solamente a uomini non circoncisi. I piercing del frenulo passano invece attraverso il frenulo, un piccolo lembo di pelle che connette il glande alla pelle dell'asta e che spesso è mancante nelle persone circoncise. Il tipo di piercing chiamato hafada è invece situato dovunque sulla pelle dello scroto mentre il lorum è una specie di tipo intermedio tra il piercing del frenulo e l'hafada poiché viene fatto nel punto in cui il pene si connette allo scroto, il nome "lorum" viene infatti da low frenum (frenulo basso). Esiste poi la cosiddetta Jacob's ladder, ossia la "scala di Jacob", che è una sequenza di piercing che va dal frenulo allo scroto. Tutti questi piercing hanno un ruolo meno importante nella stimolazione sessuale e sono indossati quasi solamente per motivazioni estetiche.

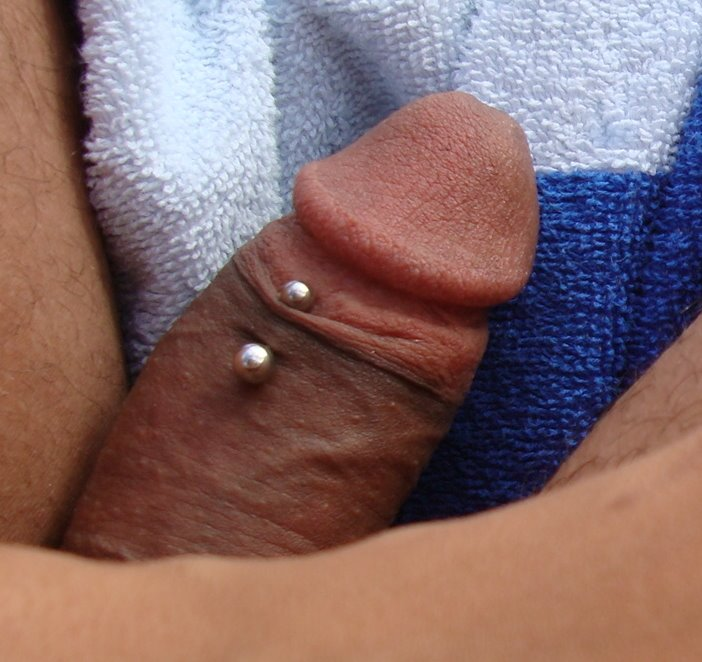
Un piercing del prepuzio.
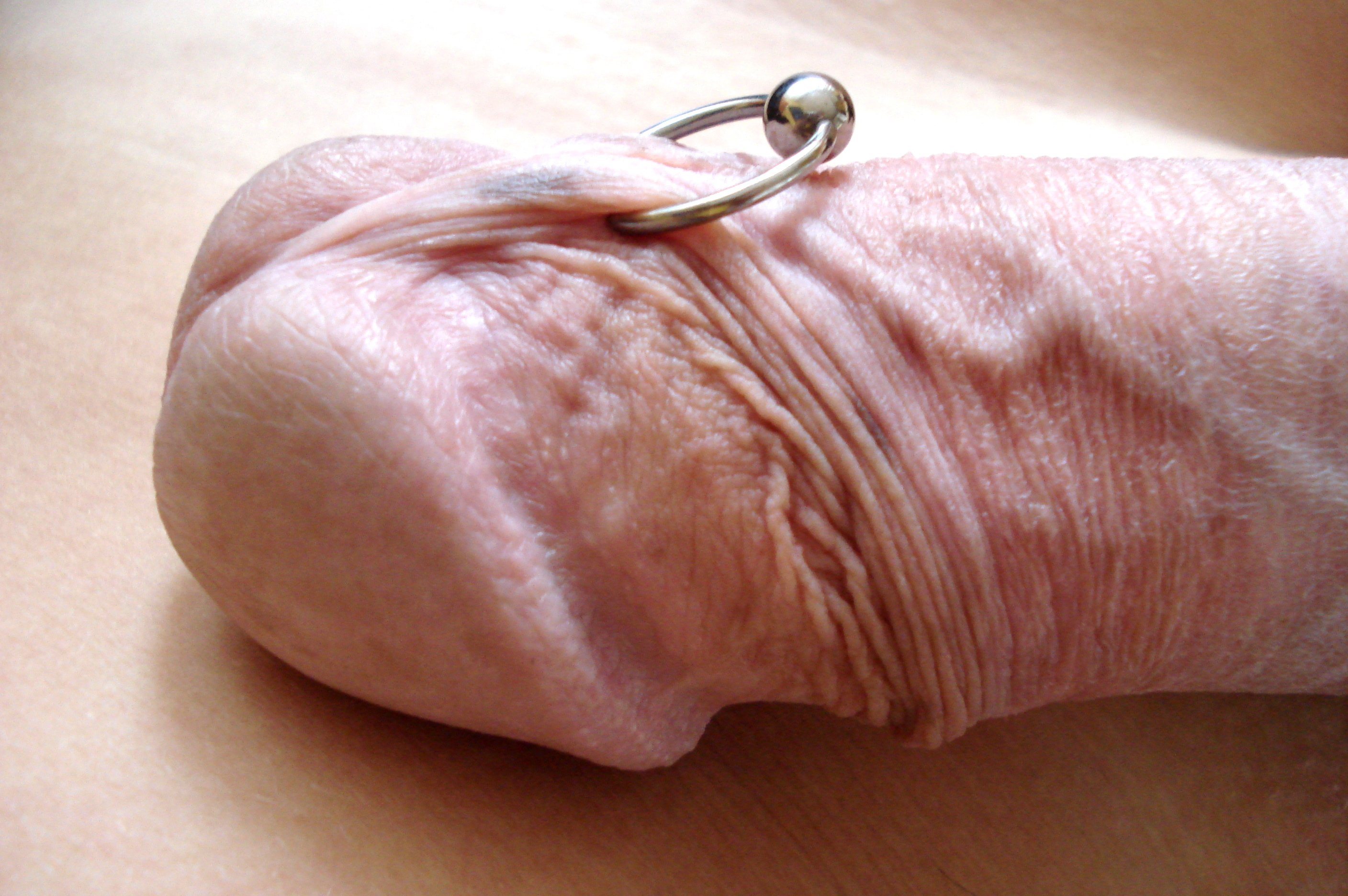
Un piercing del frenulo.
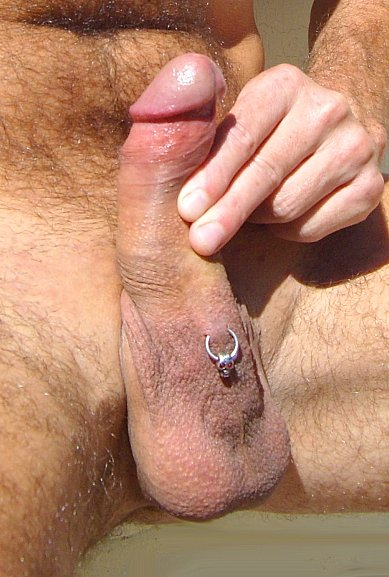
Un lorum.
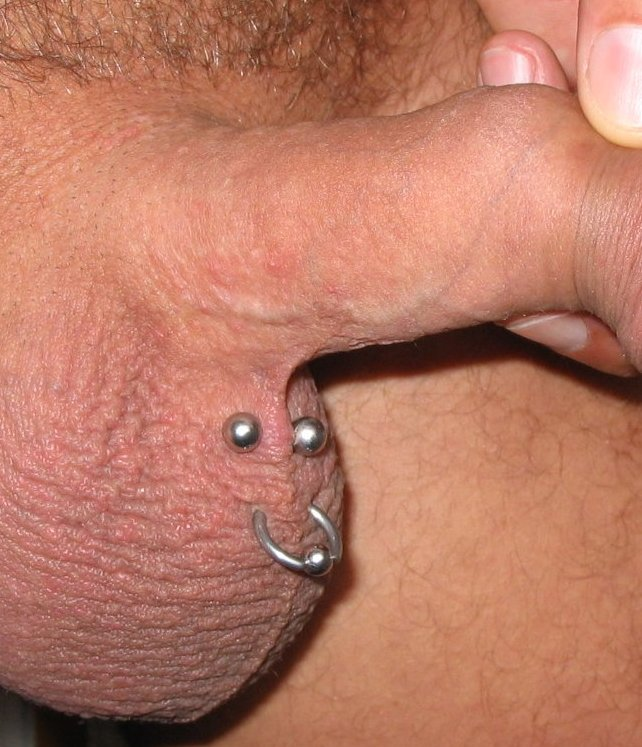
Un hafada.

### Unisex
Piercing che non prevendono la perforazione di parti degli organi genitali ma che sono comunque chiamati "piercing genitali" per convenzione, possono essere indossati da persone di ambo i sessi. Questi includono i piercing pubici, che negli uomini vengono applicati al di sopra del pene mentre nelle donne sono posizionati sul monte di Venere (più in alto del tipo Christina e disposti orizzontalmente), i piercing perineali, che trapassano orizzontalmente il perineo, e i piercing anali, che trapassano l'ano.

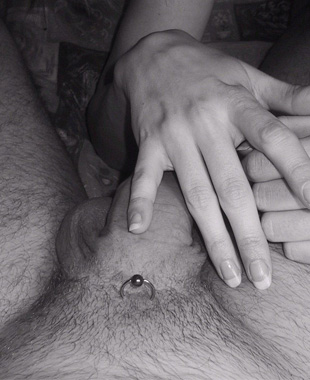
Un piercing pubico.
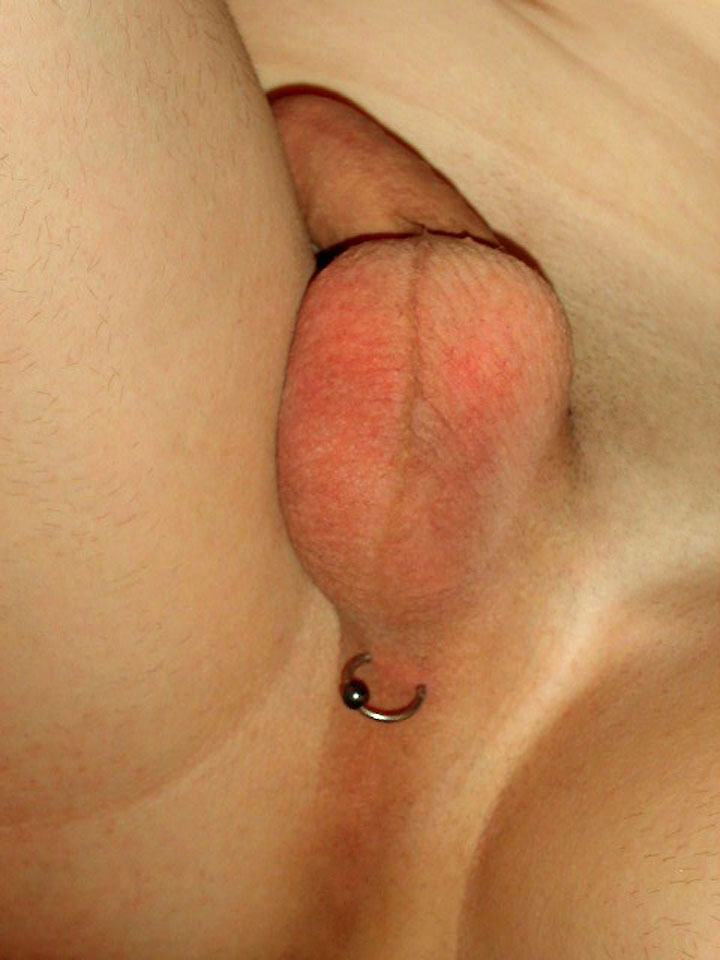
Un piercing perineale.
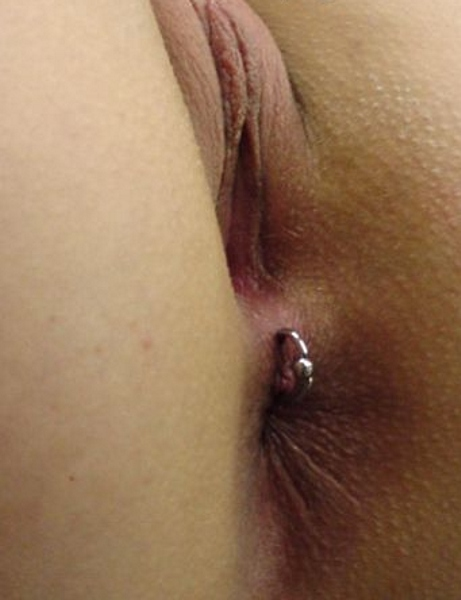
Un piercing anale.